# Simonov SKS
Simonov SKS (Самозарядный карабин-системы Симонова, Samozaryadnij Karabin-sistemi Simonova, "carabina semiautomatica sistema Simonov 1945) è una carabina semi-automatica russa calibro 7,62 × 39 mm, progettata nel 1945 da Sergej Gavrilovič Simonov.
Fu una delle prime armi camerate per la cartuccia 7,62 × 39 mm M43 e venne utilizzata diffusamente nel secondo dopoguerra fino alla sua sostituzione con l'AK-47, ma rimase comunque per decenni quale dotazione di reparti meno operativi. Fu ampiamente esportata e prodotta nei paesi del blocco orientale, e segnatamente in Cina (denominata Type 56), in Germania Est (Karabiner S) e nella Corea del Nord (Tipo 63). Molto diffuso anche nella Repubblica Socialista Federale di Jugoslavia

## Storia

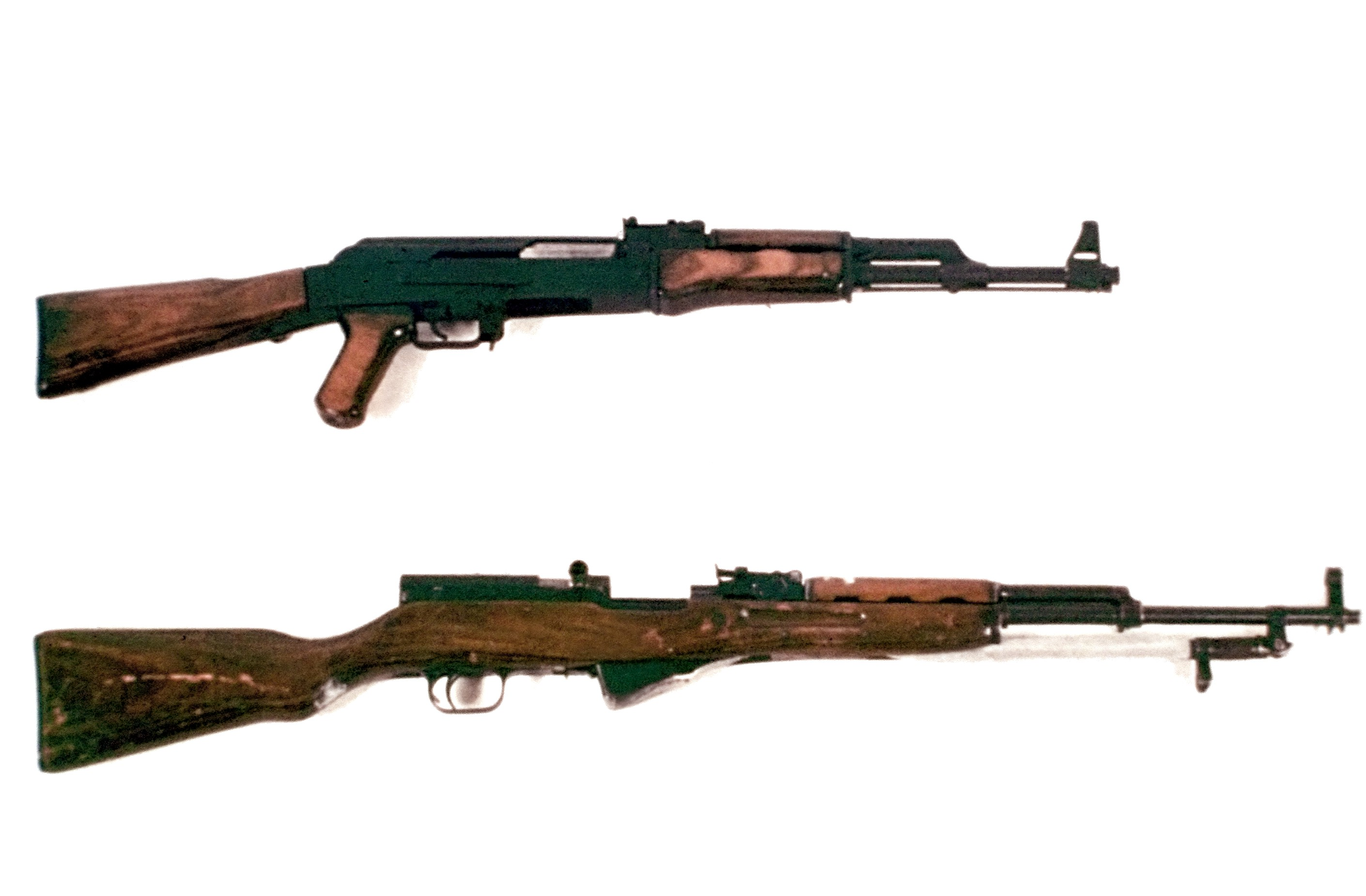
L'AK-47 (sopra) raffrontato alla SKS.

Nel corso della seconda guerra mondiale, molti paesi constatarono che i fucili del tempo, quale ad esempio il Mosin-Nagant (troppo lungo e pesante), sparavano cartucce di notevole potenza, generando un conseguentemente rilevante rinculo. Dette munizioni (ad esempio: 7,92 × 57 mm Mauser, .303 British, .30-06 Springfield e 7,62 × 54 mm R) erano efficaci fino a 2000 metri di distanza; nondimeno, si era osservato che la maggior parte dei conflitti a fuoco si svolgevano in un intervallo massimo compreso tra 100 e 300 m. Russi e tedeschi progettarono allora armi di nuova generazione, che avrebbero lavorato con cartucce più piccole e più leggere, di potenza intermedia. L'approccio tedesco fu la produzione, tra le due guerre mondiali, di una serie di fucili e cartucce intermedi, fino allo sviluppo del Maschinenkarabiner (mitragliatrice-carabina),  culminato nell'MP44, il leggendario Sturmgewehr, considerato il capostipite (perfino nel nome) del moderno fucile d'assalto. L'MP 44, prodotto durante la guerra, camerava il calibro intermedio 7,92 × 33 mm Kurz.
Nello stesso periodo i sovietici produssero un'intera famiglia di armi progettate intorno alla nuova cartuccia 7,62 × 39mm M43. Tra queste si annoveravano:
- Una carabina a otturatore girevole-scorrevole, mai entrata effettivamente in produzione;
- Un fucile d'assalto a fuoco selettivo, destinato a diventare l'AK-47;
- Una mitragliatrice leggera (arma di squadra), destinata a divenire la Degtyarov RPD;
- Una carabina semiautomatica, che incarnerà la SKS.

Un piccolo numero di SKS fu collaudato in prima linea contro i tedeschi nel 1945, durante l'ultimo conflitto mondiale (anche se la cartuccia 7,62 × 39 mm M43 fu progettata nel 1943).
Un progetto per una nuova arma venne ideato da Michail Timofeevič Kalašnikov che ideò una carabina semiautomatica azionata a gas, fortemente influenzata dal Garand statunitense, ma il progetto non fu all'altezza dell'arma presentata da Simonov, che venne adottata con la denominazione SKS-45. La Norinco nel 2005 rielaborò  i modelli SKS-M, SKS-D, e MC-5D, che erano stati ri-progettati in fabbrica per accettare senza problemi i caricatori dell'AKM (anche se si doveva rimuovere la cassa in legno per accettare i caricatori a tamburo).

## Caratteristiche

### Descrizione generale
La SKS ha un aspetto canonico da carabina, con una cassa in legno sprovvista di impugnatura a pistola, ed utilizza un caricatore a dieci colpi. La maggior parte delle versioni è fornita di baionetta a spiedo interamente ripiegabile, unita al vivo di volata mercé un attacco "a compasso". Alcune versioni (come la variante M59/66 di fabbricazione jugoslava) sono dotate di tromboncino lanciagranate.
Come nel caso della statunitense M1 Carbine, la carabina è più corta e meno potente del fucile semiautomatico da cui deriva (rispettivamente, lo SVT-40 sovietico per la SKS e l'M1 Garand americano per l'arma popolarmente soprannominata Baby Garand). Contrariamente a quanto spesso si crede, non si tratta di un moderno fucile d'assalto. Infatti, l'SKS non soddisfa tutti i requisiti essenziali di tale categoria di armi, ancorché talune varianti vi si approssimino significativamente. Non ha la predisposizione per il fuoco selettivo, ed il progetto originale non prevede un caricatore asportabile. In Cina vennero prodotte alcune varianti a fuoco selettivo, tuttavia il progetto originale dell'SKS ne fa un'arma "naturalmente" semiautomatica. Il caricatore da dieci colpi è normalmente alimentato da una stripper clip, e i proiettili possono essere estratti mediante una levetta (che apre il "pavimento" del serbatoio) posta davanti al castello del grilletto.

### Aspetti tecnici
La SKS ordinaria è semiautomatica e munita di caricatore fisso/infulcrato da dieci cartucce, che viene riempito dalla sommità del fucile, sia con inserimento manuale delle munizioni, sia avvalendosi di un "pacchetto" (la stripper clip già nominata) preconfezionato.
Nell'impiego tattico tipico, la stripper clip viene abbandonata dopo l’uso (per ovvie ragioni di priorità operativa e di sopravvivenza) ma nell'addestramento e/o nell'uso amatoriale, la stripper clip può essere recuperata e "riciclata" pressoché all'infinito. Il funzionamento semiautomatico è reso possibile dall'adozione di un tubo per il recupero del gas di sparo che, tramite un sistema con pistone a corsa corta, determina l'arretramento dell'otturatore, l'espulsione del bossolo esausto e la successiva alimentazione di una cartuccia "fresca" prelevata dal serbatoio. Alcune varianti sono state modificate per consentire l'uso del caricatore separabile dell'AK-47, ma non fu, generalmente, un'idea tanto brillante: come spesso avviene in casi analoghi nei fucili militari, l'adattamento di un serbatoio staccabile ad un'arma concepita per il serbatoio fisso determinava frequenti inceppamenti.
La lunghezza della canna nell'SKS è leggermente più lunga di quella della "famiglia Kalashnikov", e pertanto la velocità alla volata è lievemente maggiore nell'SKS. Benché i primi modelli russi avessero percussori a molla pre-compressa, la maggior parte delle varianti di SKS presenta un percussore liberamente flottante nell'otturatore. Per le caratteristiche strutturali, la pulizia dev'essere assai diligente (specie dopo prolungata inattività) per assicurarsi che il percussore non si incolli in posizione avanzata all'interno dell'otturatore. Tale inconveniente può infatti causare lo sparo accidentale di un colpo, o addirittura di più di uno. Il fenomeno (slamfire) è decisamente meno probabile con le munizioni di tipo militare (il cui innesco di tipo Berdan è molto più duro rispetto ai normali inneschi utilizzati per la ricarica personale dei colpi) per cui è stata progettata la SKS, ma questa considerazione non può esimere l'utente da una scrupolosa manutenzione, come del resto è buona norma con ogni arma. Per i collezionisti, lo slamfire è insidiosamente più facile quando nell'otturatore siano rimasti residui del liquido protettivo anti-corrosione Cosmoline. Il percussore è triangolare nella sezione trasversale, e lo slamfire può essere provocato anche dal montaggio del percussore in posizione capovolta (in questo caso il percussore non è libero di muoversi ma rimane fisso nella posizione avanzata). Il percussore deve essere asciutto, ed avere un leggero gioco orizzontale quando si scuote longitudinalmente l'otturatore. Tutt'al più, si può usare un lubrificante leggero quando si ricompone l'otturatore. Anche il ripetuto azionamento "a vuoto" del meccanismo di sparo può favorire il fuoco accidentale nella SKS. È possibile modificare con una molla il percussore della maggior parte delle SKS, se il proprietario desidera ricreare una situazione simile ai primi modelli sovietici; allo scopo, molti produttori di accessori per armi mettono a disposizione specifici "kit di conversione".
Nella maggior parte delle varianti l'interno della canna è stato sottoposto a cromatura per aumentarne la resistenza al calore ed alla corrosione (i modelli jugoslavi sono l'eccezione più importante in quanto è cromata solo la zona di canna prossima al foro di presa del gas). Sebbene questo trattamento effettivamente riduca la precisione di tiro, ciò non rappresenta un vero limite nel contesto tattico d'impiego per cui sono concepite le armi di questa classe.
Tutte le SKS militari hanno una baionetta attaccata sotto alla canna, che si può estrarre e ripiegare con un innesto a molla (talvolta la baionetta è rimovibile, altre volte è fissa). Come ci si può aspettare, la SKS permette effettivamente un agevole smontaggio/rimontaggio "campale", senza dover ricorrere ad utensili. Nel calcio è alloggiato un kit di pulizia analogo a quello dell'AK-47.
Per alcuni tiratori, la tacca di mira posteriore della SKS è troppo piccola per collimare efficacemente, anche con visibilità favorevole. Il pezzo può essere facilmente sostituito con un economico e valido accessorio specifico, ed è pure diffusa la prassi di colorare con lucido brillante da unghie entrambe le tacche (compresa quella al vivo di volata). Molti appassionati modificano in vario modo il calcio, trovandolo troppo corto per la loro corporatura. Alcuni modificano la parte superiore dell'arma per accogliere un'ottica per il tiro di precisione, con risultati non entusiasmanti, poiché tale adattatore va rimosso ogni volta che si esegue la pulizia dell'arma, a scapito dell'accuratezza che si dovrebbe ottenere da un montaggio esatto (e definitivo).
Progettualmente, la SKS si rifà all'AVS-36 (concepito dal medesimo progettista), al punto che taluni la considerano semplicemente un AVS-36 accorciato, privato della funzione di fuoco selettivo, e ricamerato in 7,62 × 39mm. Deve anche molto, in questo senso, ai già nominati SVT-40 e M-44 Mosin-Nagant, i fucili che rimpiazzò, incorporando il meccanismo semiautomatico del primo (anche se trasposto in un calibro più disinvolto), e la baionetta – piccola, maneggevole ed integrata – del secondo.

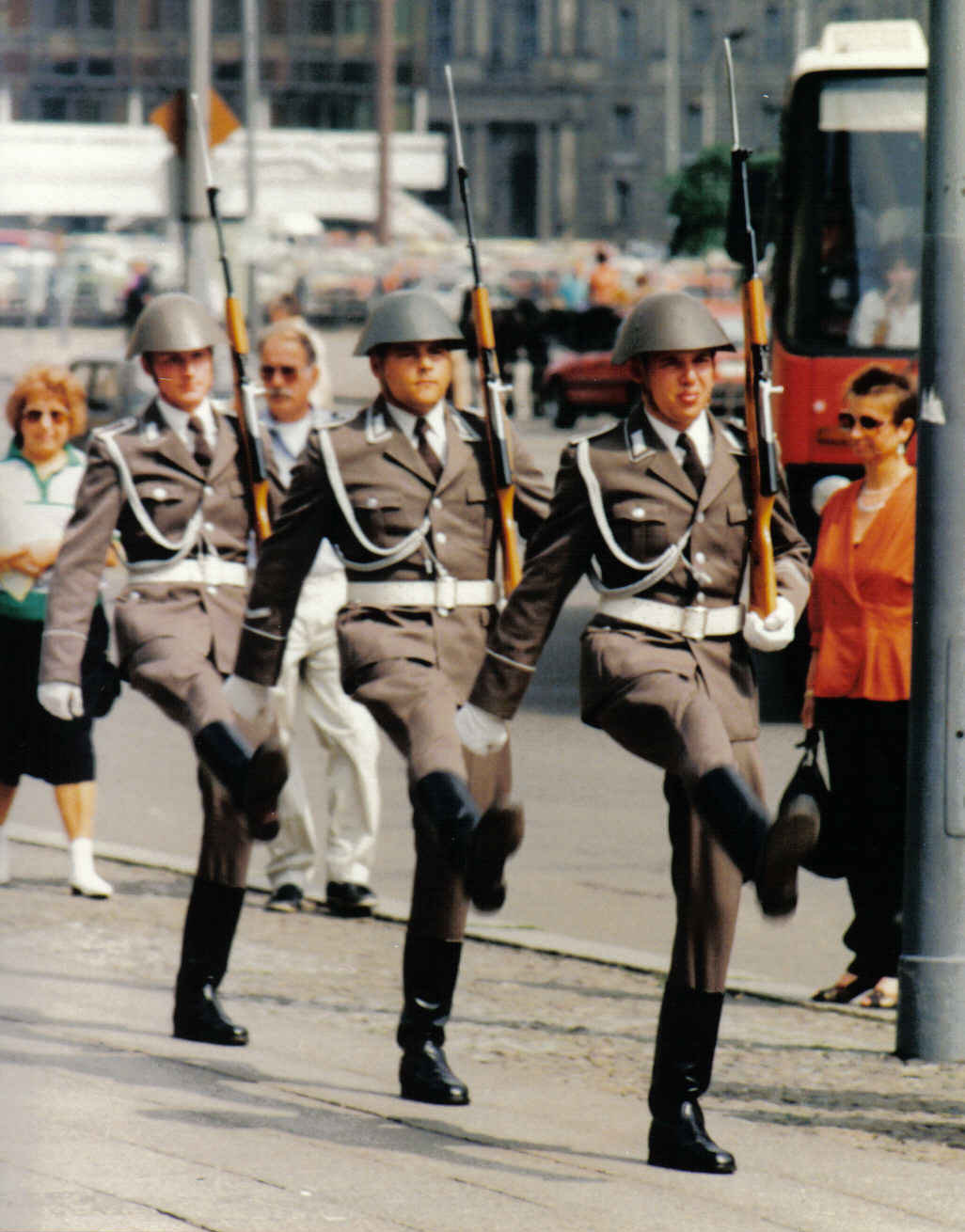
Estate 1990. Soldati della Nationale Volksarmee (DDR) con la SKS.

Nel 1949 fu ufficialmente adottata dall'Armata Rossa, venendo prodotta nella fabbrica d'armi Tula dal 1949 al 1955, e nella fabbrica Izhevsk nel 1953 e l'anno successivo. Sebbene fosse piuttosto alta la qualità produttiva dei due citati arsenali di stato, il progetto della SKS era già obsoleto a confronto del Kalashnikov: dotato di fuoco selettivo, più leggero, capacità serbatoio tripla, potenzialmente meno oneroso per la sua fabbricazione. Gradualmente nel giro di pochi anni, la produzione di AK-47 aumentò finché le rimanenti carabine SKS furono relegate soprattutto a truppe diverse dalla fanteria, e di seconda linea. Furono mantenute in tale servizio ridotto fino agli anni ottanta, o forse agli albori del decennio successivo. Oggi, la carabina SKS è impugnata da alcune guardie d'onore russe, con funzioni puramente cerimoniali. È molto meno onnipresente dell'AK-47, ma l'SKS (originale russa, o replicata da qualche altro paese dell'ex Cortina di Ferro) può ancora apparire fra le mani di qualche appassionato civile, come pure essere la dotazione di milizie del terzo mondo, o di gruppi insurrezionali.
Da un punto di vista di storia industriale, e di strategia logistica, è corretto affermare che la SKS è stata un'arma che colmava un vuoto, prodotta sulla scorta del collaudato impianto costruttivo del fucile anticarro PTRS-41 e di altrettanto sperimentate tecnologie metallurgiche. Con ciò si voleva anche mantenere una sorta di via d'uscita, nel caso che l'allora rivoluzionario AK-47 si fosse rivelato un insuccesso. Ed in effetti, l'originaria struttura "a forgiatura stampata" dell'AK-47 dovette essere precipitosamente riprogettata con ricorso ad una diversa tecnica di fusione/stampaggio, il che determinò un ritardo nella produzione, prolungando corrispondentemente la vita operativa della SKS quale "arma di prima scelta".

### Balistica
La cartuccia 7,62 × 39 mm sparata dalla SKS è stata equiparata alla .30-30 Winchester in quanto utilizzata per la caccia al cervo.
Nondimeno, la 7,62 × 39 mm è talvolta giudicata inferiore alla.30-30 come cartuccia da caccia, categoria di munizioni che storicamente fa uso di proiettili relativamente leggeri rispetto al calibro.

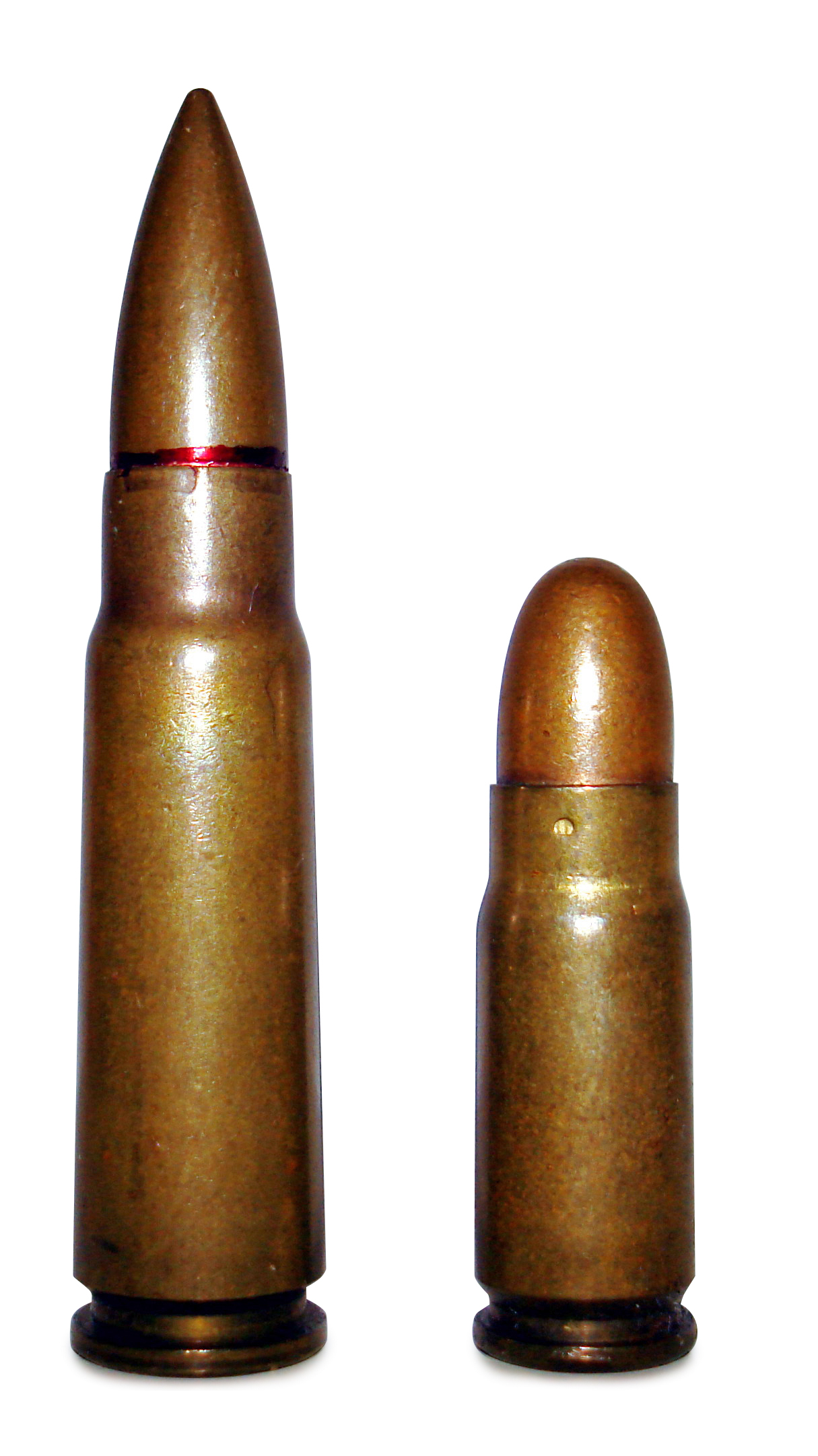
Proiettili spitzer (sinistra) (7,62 × 39 mm) e round nose (destra) (7,62 × 25 mm Tokarev) a confronto.

A 200 m ed oltre, una palla da 7,62 × 39 mm, per la sua forma più aerodinamica e per la velocità leggermente più alta, produrrà una traiettoria più piatta e conserverà un'energia maggiore di una.30-30 dal "naso" arrotondato (round nose). Sono disponibili proiettili da caccia 7,62 × 39 mm con la punta cava e con la punta morbida da 154 grani (10 g), ma le 7,62 × 39 mm a punta cava sono leggermente più leggere delle .30-30 ai massimi caricamenti, concedendo un lieve vantaggio ai proiettili.30-30 più pesanti rispetto ai 7,62 × 39 mm a punta cava per la caccia ravvicinata nel sottobosco in mezzo agli scenari tipici che s'incontrano negli States orientali quando si va a caccia di cervi. Di converso, i proiettili a punta tenera da 154 grani (10 grammi) sono leggermente avvantaggiati sui .30-30 round nose da 150 grani (9,7 g), su tutte le distanze sopra i 100 m circa, per la forma spitzer del 7,62 × 39 mm. Un altro fattore da considerare sta nel fatto che la munizione 7,62 × 39 mm più comune usa i più duri detonatori Berdan, al posto dei detonatori standard americani, cioè i Boxer. Alcune SKS tendono a frantumare i detonatori più morbidi, e questo potrebbe essere fonte di pasticci meccanici.

## Utilizzo nel mondo

### Adozione nei conflitti

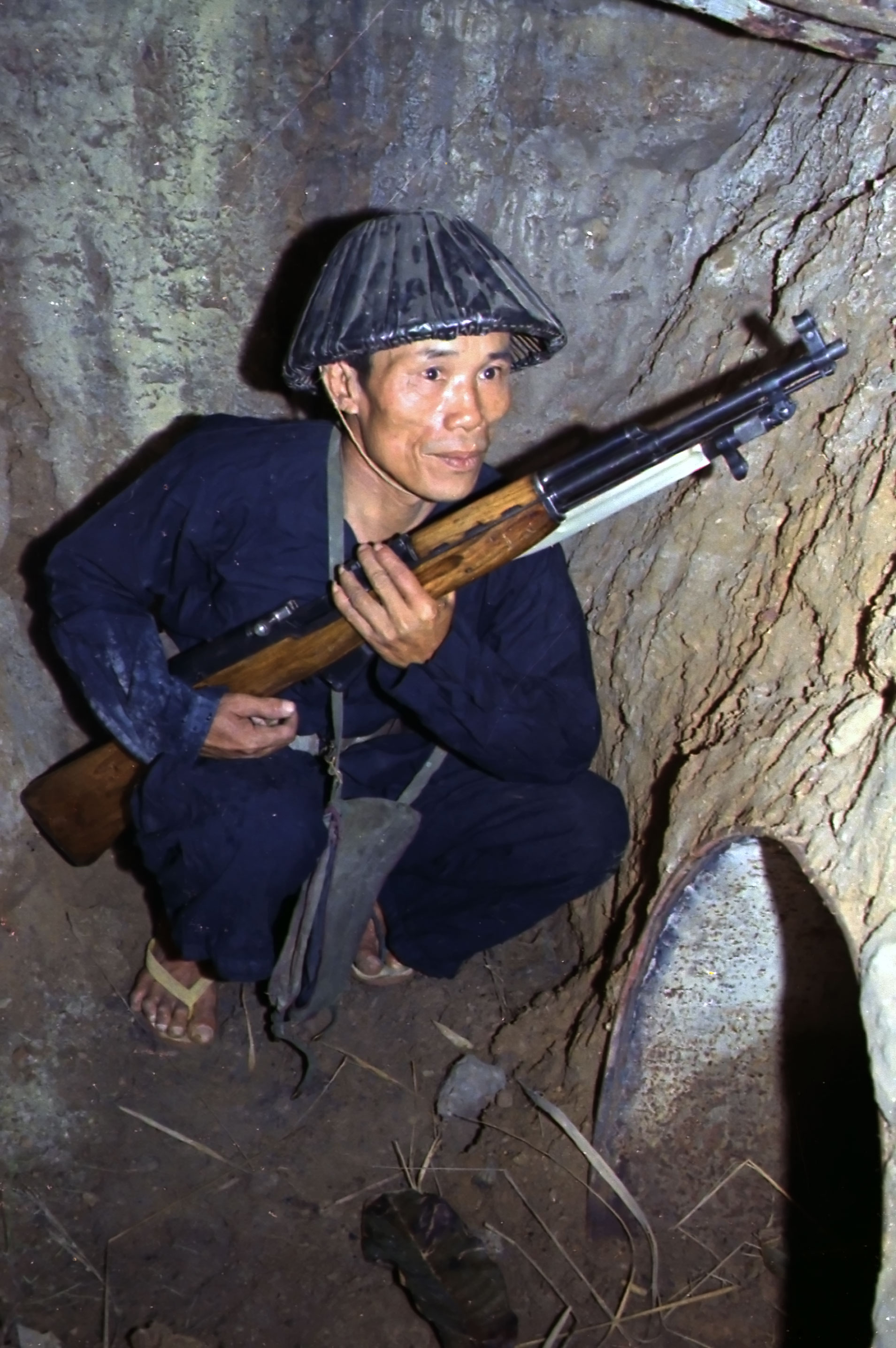
Un combattente Vietcong brandisce la SKS rannicchiato in un bunker.

Benché la SKS sia stata un'arma sovietica di primo piano ufficialmente solo per pochi anni, essa svolse nondimeno un ruolo documentato nei due principali conflitti dell'era della Guerra fredda, ossia la Guerra di Corea e la Guerra del Vietnam, per non parlare di diverse altre "guerre sporche".  La SKS fu ritirata dal servizio tra gli anni sessanta e gli anni settanta, fatta eccezione per polizia e forze armate cinesi, che continuavano ad usarla negli anni ottanta, mentre non occorrerà che facciamo nuovamente cenno alla funzione di arma da parata tuttora mantenuta dalla carabina in questione. C'è tuttora qualche unità di riservisti o della milizia cinese armata di SKS, affiancata al fucile d'assalto Type 56. Anche nel Vietnam ci sono reparti di polizia militare equipaggiati con la SKS.  Negli anni novanta furono dismesse molte SKS come ex-ordinanza, e secondo diverse testimonianze ed immagini le SKS sono state ampiamente utilizzate da guerriglieri in Bosnia, Somalia, Africa in genere e Sudest asiatico durante gli anni novanta e durante gli anni 2000. In Africa, Asia e Medio Oriente la SKS è ancora arma d'ordinanza per alcuni eserciti. Durante la Guerra fredda, la Russia condivideva con i suoi alleati i dettagli di progettazione e di fabbricazione. È il motivo per cui esistono molte varianti della SKS. Alcune usano un caricatore da 30 colpi simile a quello dell'AK-47 (le cinesi Type 68 e Type 68/72, conosciute pure come modelli "D" e "M"), controlli del recupero del gas, congegni di mira per il tiro notturno, e vistosi lancia-granate da applicarsi al vivo di volata (la iugoslava M59/66, eventualmente la nordcoreana Tipo 63). Complessivamente, le carabine di cui ci occupiamo qui furono prodotte in Russia, Cina, Iugoslavia, Albania, Corea del Nord, Vietnam e Germania Est (Kar. S), con limitate produzioni di prototipi (Modello 56) in Romania e Polonia (wz. 49). Materialmente sono assai simili, benché il lanciagranate da 22 mm secondo le specifiche NATO della versione iugoslava e la cassa più avvolgente della versione albanese rendano riconoscibili a colpo d'occhio tali varianti. Le prime versioni di SKS russe e alcune più tarde cinesi Type 56 utilizzavano antiquate baionette "a spiedo", laddove la maggioranza degli esemplari esistenti è tuttavia dotata di più moderna baionetta "a lama".

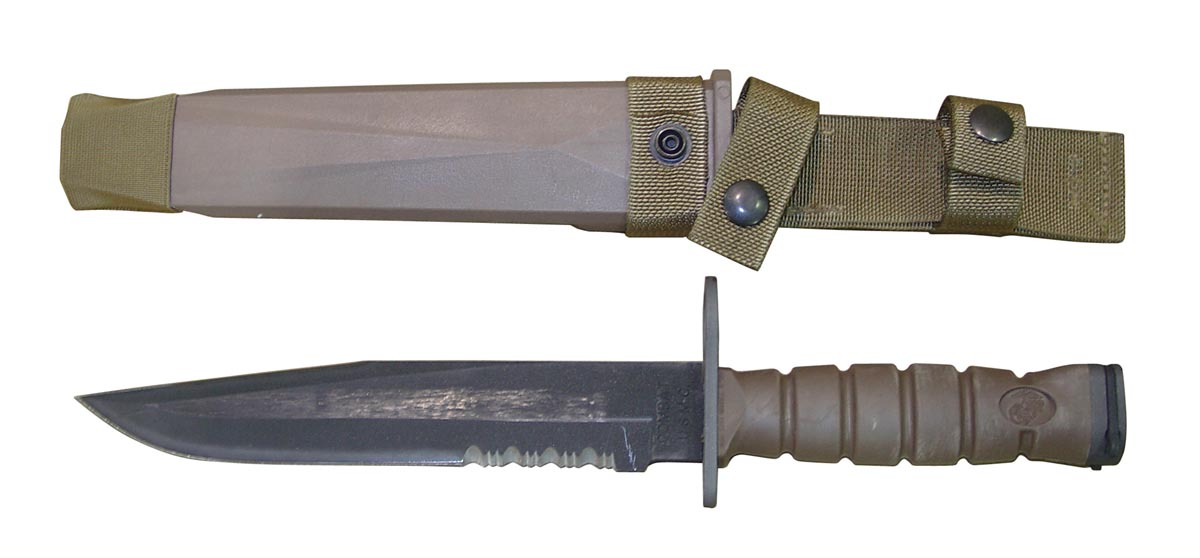
Moderna baionetta-pugnale ("a lama") in uso ai marines USA.

Molti particolari minori, e soprattutto le tacche di mira e gli appigli di manovra degli otturatori, erano unici in quanto di produzione nazionale. Alcune SKS costruite nel periodo 1955-56 erano prodotte in Cina con parti russe, presumibilmente nel quadro di un accordo di condivisione tecnologica. La quasi totalità delle M59 e M59/66 iugoslave aveva invece la cassa in olmo, noce e faggio. Si sono viste delle SKS anche nei recenti conflitti in Africa, Afghanistan, e Iraq.

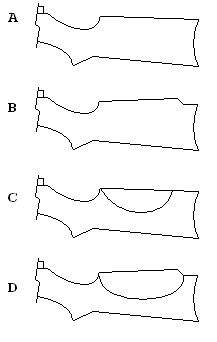
Varie linee di calcio per fucile. Il tipo detto Monte Carlo è contrassegnato con la lettera B.

Alcune nazioni hanno utilizzato la SKS senza avere i diritti industriali di produrla: Afghanistan, Congo, Indonesia, Iraq, Laos, Libano, Mongolia, Marocco, Repubblica Araba Unita (Egitto) e Repubblica Democratica Popolare dello Yemen. Una versione da caccia "sportivizzata" della SKS è tuttora prodotta dalla fabbrica di armi Zastava. È conosciuta con la sigla LKP 66, ed è dotata di cassa in unico pezzo del tipo detto "Monte Carlo", ottica di precisione montata superiormente, grilletto modificato, caricatore orizzontale (simile a quello dei fucili a pompa) da sette colpi. Naturalmente, ha anche la parte anteriore modificata, senza attacco per la baionetta. Questo fucile non è ancora stato importato negli Stati Uniti.

### Nel mercato civile

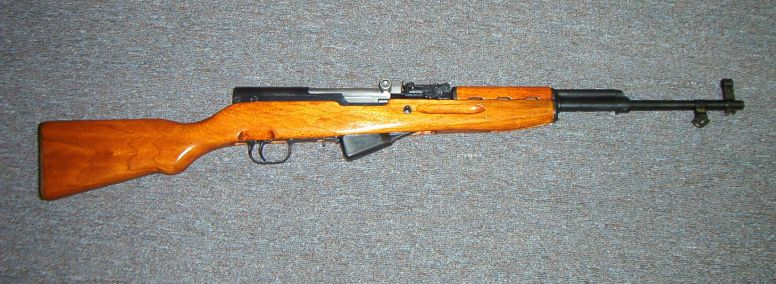
Una SKS prodotta dalla Norinco espressamente per il mercato civile.

La SKS è popolare nel mercato civile delle armi declassate dall'ordinanza militare, specie negli Stati Uniti d'America.
Per la loro natura storica, accompagnata da una certa aura romanzesca, le SKS russe od europee sono classificate dal Bureau of Alcohol, Tobacco, Firearms and Explosives quali oggetti Curio & Relic ai sensi della legge statunitense, e ciò ne consente la vendita con caratteristiche altrimenti da escludersi. Nondimeno, tale classificazione liberale non è estesa alla produzione cinese. In ragione della ciclopica dimensione dell'Esercito Popolare di Liberazione cinese, in quel paese furono costruiti più di otto milioni di SKS nell'arco della vita operativa di detta arma, che pertanto può essere considerata una fra le più diffuse di ogni tempo.
In Australia, le carabine SKS cinesi (ma anche le russe) erano molto comuni tra gli appassionati di caccia o di tiro a segno negli anni ottanta e nei primi anni novanta, prima che i fucili semiautomatici fossero vietati nel 1996. Di conseguenza, in Australia i fucili a ripetizione ordinaria della serie Mosin-Nagant, più volte richiamati, hanno preso il posto già appartenuto alle SKS.

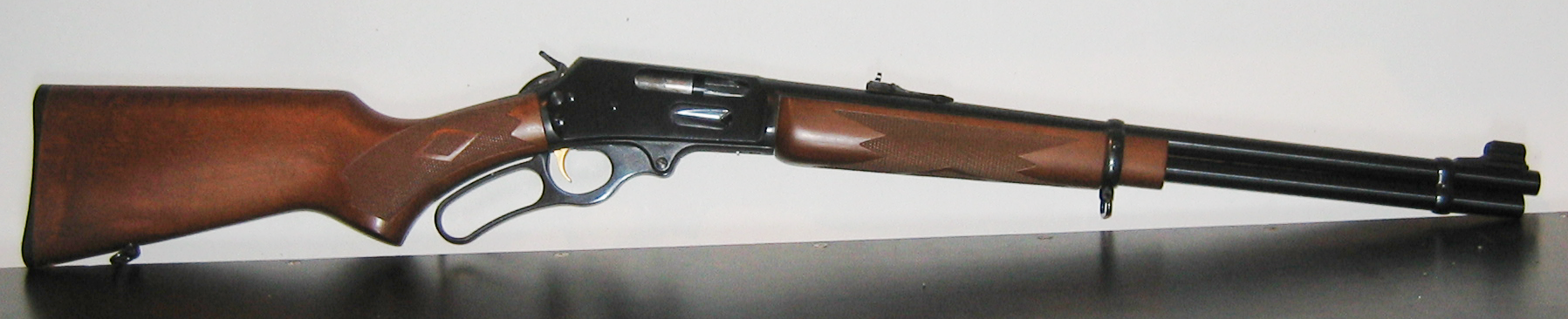
La Marlin 336.

Nei primi anni novanta, la SKS cinese divenne presto "il fucile da caccia al cervo del povero diavolo" in alcuni stati USA meridionali, poiché era venduta ad un prezzo bassissimo, addirittura inferiore alla Marlin Model 336, una carabina assai simile a quella che comunemente vediamo nei film western. L'importazione negli States della SKS cinese fu vietata nel 1994.

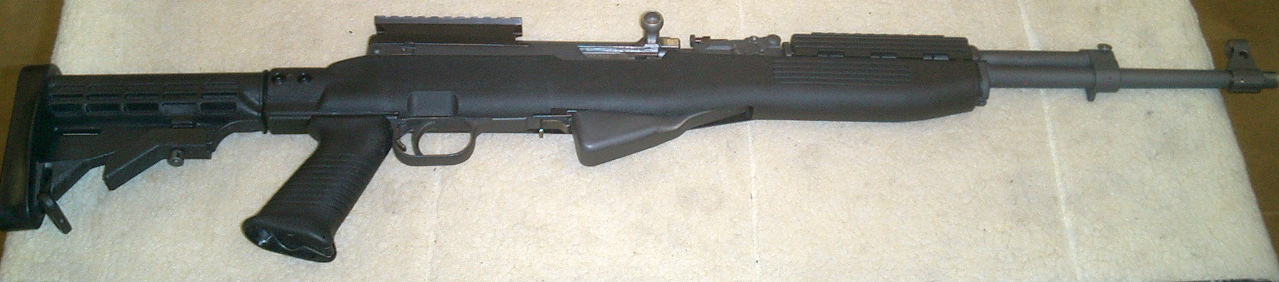
Una SKS pesantemente rimaneggiata per l'uso sportivo da un appassionato.

Per il suo prezzo piuttosto basso, per l'ampia disponibilità e flessibilità d'uso, la SKS ha ramificato un crescente mercato sia per i ricambi, sia per gli accessori. Tale mercato offre una quantità di articoli per eseguire l'upgrade dell'arma, a volte in modo così spinto da renderla quasi irriconoscibile. Questo procedimento, conosciuto come "sportivizzazione" (da qualcuno, un po' spregiativamente, detto anche bubba'd) può riguardare roba come calci sintetici, serbatoi maggiorati, copricanna modificati (che consentono l'adozione di mirini telescopici, laser, eccetera), freni di bocca diversi, smorzatori di rinculo, ed altro.
Nel luglio 2019 in California, un attentatore di origini Italo-iraniane utilizzò una SKS, legalmente detenuta, per un attacco costato la vita a lui stesso e ad almeno altre tre persone, con una quindicina di feriti.

## Varianti
Dopo la Seconda guerra mondiale, il progetto della SKS fu concesso in licenza o venduto a diversi alleati dell'URSS, tra cui Cina, Iugoslavia, Albania, Corea del Nord, Vietnam, Germania Est, Romania e Polonia. La maggior parte di queste nazioni produsse varianti pressoché identiche, in cui le modifiche più frequenti riguardavano i diversi stili di baionette ed il (più volte nominato) lanciagranate da 22 mm che comunemente s'incontra nei modelli iugoslavi.

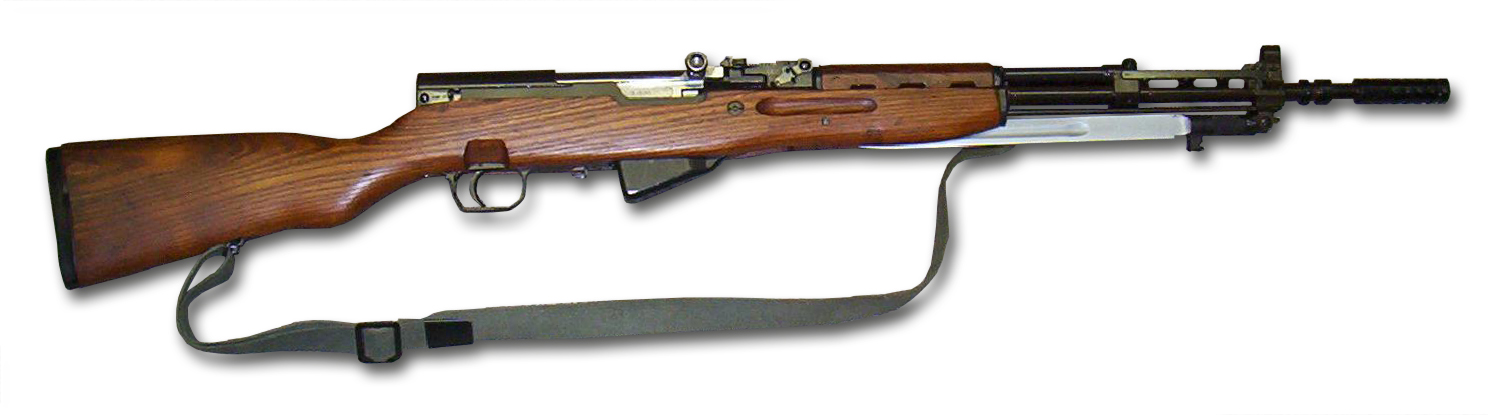
La variante M59/66 jugoslava: vivo di volata contraddistinto da un lanciagranate "a rubinetto", sormontato da un mirino "a pioli" per le granate ripiegato dietro la tacca di mira anteriore.

È opportuno notare che tutte le varianti di SKS sono carabine, eccetto la versione M59/66 jugoslava. Ciò è dovuto alla lunghezza aggiuntiva che il tromboncino/attacco lanciagranate conferisce, nel caso specifico, alla SKS.
Ecco un elenco di differenze dalla (più comune) versione canonica sovietica.
- Prime varianti russe (1949-1951): baionetta a spiedo invece che a lama. Blocco del gas squadrato, invece del più comune arrotondato. Percussore con ritorno a molla nei primi modelli.
- Guardia d'onore sovietica: parti metalliche integralmente cromate, con una cassa in legno dal colore più chiaro.
- "Type 56" cinese: numerosi "aggiustamenti" minori, compresa la mancanza di forgiatura sul sostegno dell'appiglio di manovra, alloggiamenti della scatola di scatto parzialmente o completamente stampati (anziché forgiati), e tipi diversi di guancia sulla leva di abbassamento. I cinesi rivedevano continuamente il processo di fabbricazione della SKS, tanto che si possono riscontrare difformità perfino tra due esemplari usciti dalla medesima fabbrica. Tutte le carabine "Tipo 56" sono state declassate dall'impiego per le forze armate, con l'eccezione di alcuni pezzi utilizzati per le parate. Le carabine "Tipo 56" con un numero di serie più basso di 9 000 000 hanno la baionetta ripiegabile "a lama" di stile russo, mentre quelle con numero di serie più alto hanno la baionetta ripiegabile "a spiedo".
- Guardia d'onore cinese: la maggior parte delle parti metalliche (ma non tutte) cromate. Di solito non hanno la cassa in legno colorato più chiaro come nella variante per la Guardia d'onore sovietica.
- Carabine cinesi Type 63, 68, 73, 81, 84: solo strettamente imparentate con la "vera" SKS, queste armi hanno caratteristiche in comune con parecchi fucili del blocco orientale (SKS, AK-47, Dragunov). Appiglio di manovra girevole e serbatoio staccabile in stile AK-47. La "Tipo 68" sfoggiava una scatola di scatto stampata in foglio d'acciaio. L'"81" è una "Tipo 68" migliorata, con la funzionalità della raffica di tre colpi, ed una sub-variante ("Tipo 81-1") con calcio pieghevole. La "Tipo 84" ritorna alla funzionalità esclusivamente semiautomatica, è modificata per accogliere caricatori dell'AK-47, ed ha una canna accorciata da 16 pollici[37], concepita per le truppe paracadutiste.

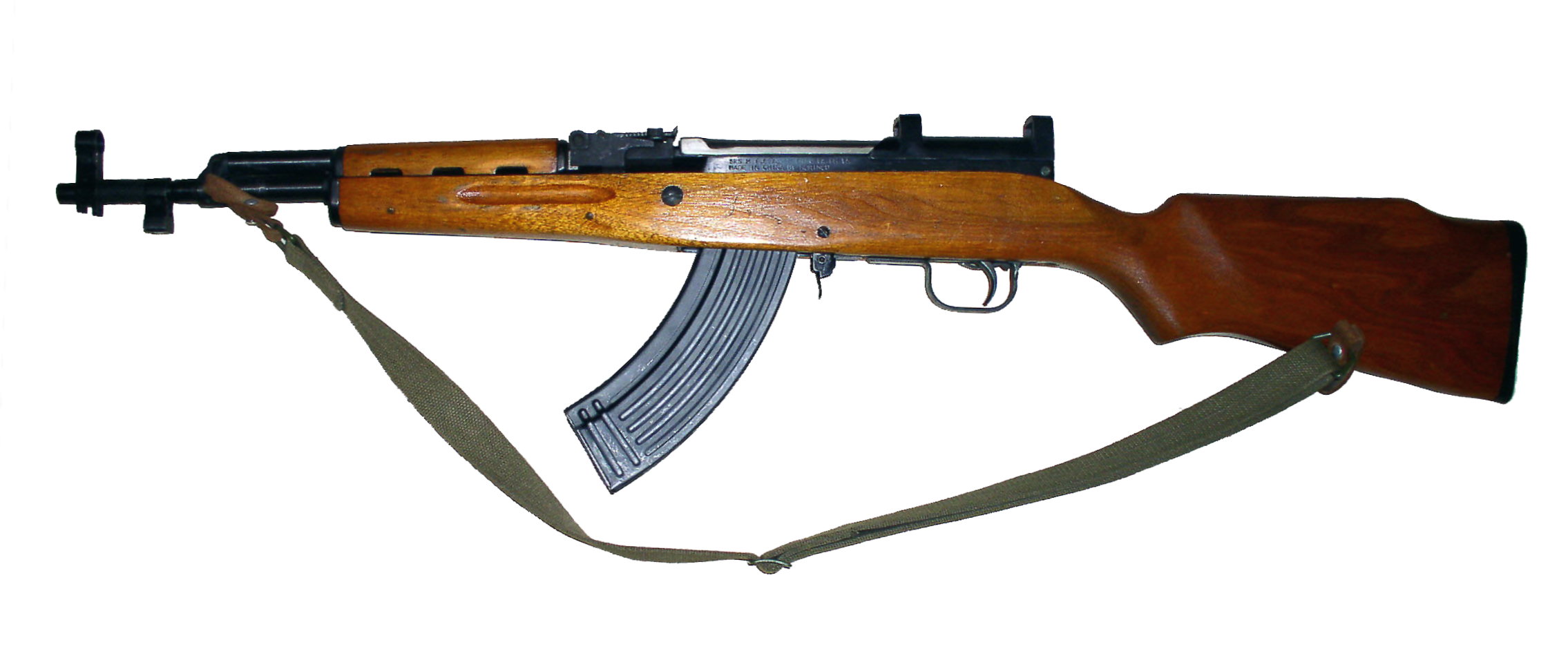
SKS-M costruita nel 1962: si noti la somiglianza con l'AK-47, determinata dal tipo di caricatore identico.

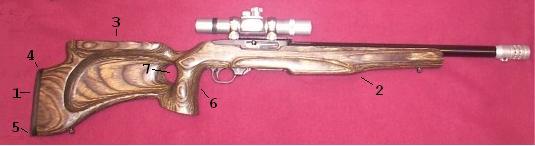
Una cassa con il "buco per il pollice" (Ruger 10/22).

- Produzione commerciale cinese: cassa in legno biondo invece che scuro, baionetta "a spiedo" invece che "a lama", il bullone di ritenuta della baionetta sostituito da un rivetto. Le sub-varianti comprendono i tipi: M21, la "Compagna del cowboy"[38], Cacciatore, i "Modelli D/M", Paracadutista, Tiratore scelto, e Sportivo. Una cassa con il "buco per il pollice" (Ruger 10/22)[39].Il modello D era caratterizzato da cassa di tipo militare ed era dotato di attacco per baionetta (sebbene ne venissero importati negli USA alcuni senza baionetta, ed ancora più di rado esemplari privati di attacco per baionetta, per adeguarsi a mutate restrizioni sulle importazioni americane). Il modello M non aveva l'attacco per baionetta, ed utilizzava una cassa con "buco per il pollice" (si veda a margine), o una cassa di tipo "Monte Carlo" (si veda sopra). Tanto il modello D quanto l'M usavano i serbatoi per l'AK-47, e di conseguenza non avevano la caratteristica di aprirsi verso il basso mediante il congegno descritto al principio di questa voce.
- Carabine rumene: tipicamente quasi identiche ai modelli russi più recenti.
- Guardia d'onore polacca: forse fucili revisionati e donati alla Polonia dalla Russia. Le casse laminate polacche non sono dotate dello scomparto posteriore dove (come abbiamo detto) si conservava il kit di pulizia. Nota: 200 SKS furono effettivamente donate dai russi alla Polonia, e sono tuttora in servizio.
- PAP 59 jugoslava: l'anima della canna non è cromata. "PAP" è un acronimo per  Polu-automatska puška (fucile semiautomatico) e la carabina in questione è soprannominata "Papovka".
- PAP M59/66 jugoslava: aggiunto un lanciagranate da 22 mm, che alla vista ricorda un tromboncino spezza-fiamma all'estremità della canna. La tacca di mira anteriore ha un mirino "a pioli" che può essere esteso ruotando in avanti e verso l'alto, da utilizzare per mirare quando si tirano granate (molte tacche di mira sono equipaggiate con accessori "notturni" al fosforo o al trizio). L'anima della canna è cromata. Sia il lanciagranate, sia il relativo sistema di puntamento sono conformi alle specifiche NATO. La cassa è tipicamente in faggio.
- Zastava LKP-66: versione da caccia. Niente baionetta né relativo attacco. Cassa per uso sportivo. Predisposizione per l'ottica di precisione. Caricatore da 7 colpi.
- Fucile "10 Luglio" albanese: cassa più lunga, protezione per le mani sul tubo di recupero gas, e maniglia di ricarica in stile AK-47.
- Karabiner-S (DDR): rarissima. Dispone di un taglio all'estremità del calcio per farci passare una cinghia-tracolla. Nessun alloggiamento per le dotazioni di pulizia.
- "Type 63" nordcoreana: rarissima. Se ne conoscono almeno tre versioni. Un  modello "standard"  con baionetta "a lama", ed un secondo con dispositivo di interruzione del recupero gas[40] ed un lanciagranate simile a quello della M59/66. Invero, il lanciagranate era asportabile, ed il dispositivo per escludere il recupero gas era diverso dal modello iugoslavo. Un terzo modello sembra dotato di baionetta che "bascula" lateralmente[41].
- "Type 1" vietnamita: rarissima. Peculiarità ignote.
- VZ 52: versione prodotta in Cecoslovacchia negli anni '50. Rispetto al modello originale russo, impiegava munizioni calibro 7,62x45 prodotte localmente. Progettato da J. Kratochvil, venne prodotto in due diversi stabilimenti tra il 1952 e il 1957 e sostituì i Mauser K98K precedentemente in adozione alla fanteria cecoslovacca che furono venduti all'esercito israeliano. Il VZ 52 venne venduto in diversi quantitativi all'Egitto, a Cuba e alla Siria, mentre diversi esemplari furono poi ceduti a diversi stati africani e caraibici. Attualmente il VZ 52 è ancora impiegato dalla Guardia di Palazzo del Castello di Praga come fucile da parata. Rispetto alla versione standard è dotato di numerose parti cromate.[42]

Il parere degli appassionati è discorde quanto alle qualità delle singole versioni. Generalmente si ritiene che gli esemplari iugoslavi siano superiori a quelli cinesi, ancorché i secondi abbiano l'anima cromata, a differenza dei primi. Le SKS tedesco-orientali, russe ed albanesi hanno di solito una quotazione di mercato più elevata. Per quanto riguarda gli esemplari albanesi, ciò si spiega con la diversa lavorazione della cassa, ed in generale con una certa rarità conseguente alla piccola pezzatura della produzione specifica. Tra la fine degli anni sessanta ed il 1978 furono fabbricate circa 18.000 SKS albanesi, di cui andò distrutta più o meno la metà.
La maggior parte delle SKS tedesco-orientali rimanenti è stata venduta o comunque trasferita in Croazia nei primi anni novanta.
Della Zastava LKP 66 abbiamo già parlato in precedenza.

## Aspetti legali nel mondo

### Italia
Nella Repubblica Italiana, la SKS è classificata dal "Catalogo nazionale delle armi comuni da sparo" con la relativa qualità legale di arma da caccia, e viene importata nelle versioni prodotte da Norinco ed Adler (Zastava) e nonché da arsenali russi.

### Canada
In Canada la legislazione impone un tetto di cinque colpi per caricatore e quindi le SKS per esser commerciate devono utilizzare una minore capacità nel caricatore per soddisfare i requisiti di legittimo possesso locali. Dove la legge permette caricatori più capienti, una massa di "accessoristi" commercializza serbatoi "di concorrenza" che contengono 30 (o più) colpi. L'installazione di detti accessori postula la previa rimozione del caricatore fisso OEM (un'operazione che presuppone l'asportazione del gruppo-grilletto con un cacciaspine, un cacciavite, una punta di proiettile, o arnesi simili). Tuttavia, benché la cartuccia 7,62 × 39 mm sia generalmente paragonata all'americana Winchester .30-30, molti stati hanno leggi contrarie ai fucili da caccia con serbatoi da più di 5 colpi. Per cacciare in tali stati si debbono applicare ai serbatoi degli adattatori che limitano la capacità a 5 colpi.

### Stati Uniti d'America
Le SKS con il caricatore staccabile sono vietate negli stati USA di California e New Jersey. Tale proibizione vige anche nella Contea di Cook (Illinois), comprendente Chicago e molti centri minori.

## Nella cultura di massa
- In ambito cinematografico, la Simonov SKS compare nel film Full metal jacket, The Peacemaker, Mission: Impossible - Protocollo fantasma e Mad Max: Fury Road.
- La Simonov SKS compare nei videogiochi Battlefield 3, Battlefield 4, PlayerUnknown's Battlegrounds, Call of Duty: Warzone, Call of Duty: Mobile ed Escape from Tarkov.
- La SKS risulta essere una delle armi più diffuse nel gioco DayZ Standalone ambientato in una presunta zona dell'ex URSS.

## Collegamenti esterni

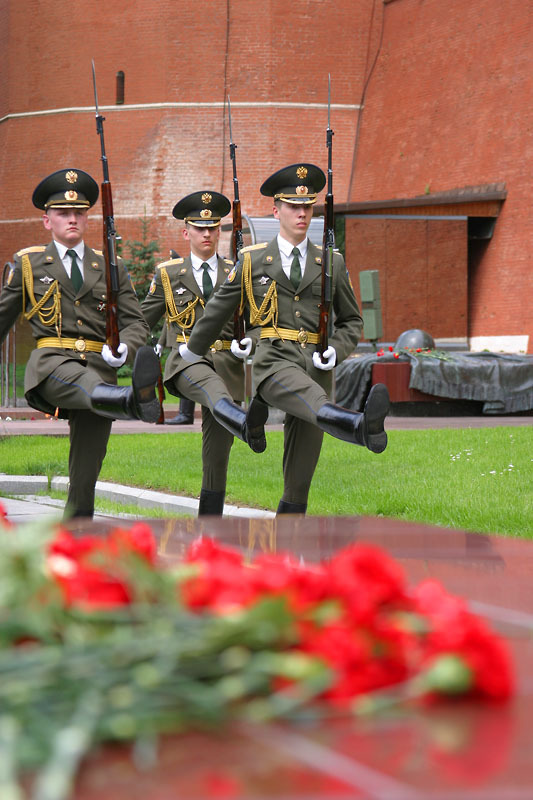
Cambio della guardia a Mosca, nel 2005 (con passo dell'oca). I soldati imbracciano la carabina SKS qui descritta.